# DC Universe Online
DC Universe Online o DCUO es un juego MMORPG de Sony Online Entertainment. El Director Creativo Ejecutivo del juego es Jim Lee, junto a Carlos D'Anda, JJ Kirby, Oliver Nome, Eddie Núñez, Livio Ramondelli, y Michael López. Chris Cao, desarrollador de EverQuest, fue el director del juego desde el lanzamiento hasta mayo de 2011, aunque más tarde renunció para ser reemplazado por Mark Anderson, que anteriormente era el director de arte. Geoff Johns es el escritor principal actualmente.
El primer arte conceptual para el juego fue lanzado el 4 de julio de 2008 y el primer tráiler, el 14 de julio de 2008. El lanzamiento del juego se produjo en enero de 2011.
El modelo de ingresos fue basado en una suscripción de $ 14.99 por mes, en lugar de usar las microtransacciones. El 19 de septiembre de 2011 se anunció que el juego sería gratis para jugar en octubre. Desde el 1 de noviembre el juego es gratis para todos gracias al modelo F2P.

## Historia
DC Universe Online transcurre en el presente, pero la secuencia de apertura tiene lugar en un futuro desgarrado por la guerra que representa la batalla final entre los héroes más grandes del mundo y villanos.
Esta batalla tiene lugar en las ruinas de la Metrópolis, la cual continúa entre los superhéroes y los villanos comandados por Lex Luthor, quien usa a Wonder Woman para a atraer Superman desde el sol, donde se encontraba para recuperar su poder. 
La batalla culmina con la muerte de Superman a manos de Lex Luthor, muriendo también Wonder Woman, Flash, Hal Jordan y Green Arrow, quedando, Batman y el Joker como los únicos sobrevivientes. Lex Luthor mira al cielo para proclamar su victoria y ve la flota de guerra de Brainiac que llena el vacío.
La escena vuelve a la Atalaya del presente, donde el “futuro” Lex Luthor está contando la historia a los actuales Superman, Batman y Wonder Woman. Lex Luthor explica que la mortal guerra final entre los héroes y villanos fue provocada por las manipulaciones sutiles de Brainiac. 
Con los seres más poderosos del planeta muertos, Brainiac tiene la intención de utilizar los datos de piratas para crear un ejército de metahumanos bajo su control, lo que facilita la conquista de la Tierra. Como el único sobreviviente de la guerra, Luthor no pudo hacer nada para resistir la subyugación del planeta de Brainiac.
Luthor explica que fue capaz de sobrevivir en secreto, finalmente recuperar los datos robados y la energía de la nave de Brainiac en forma de "exobytes", nanobots del tamaño de los dispositivos que pueden unirse a una gran cantidad de vida y les dan sus propios superpoderes. Finalmente, después de diseñar una máquina del tiempo, Lex Luthor viaja al pasado para liberar los exobytes en la atmósfera de la Tierra hoy en día. Los héroes están indignados, pero Luthor explica que debido a que él ha hecho esto, pronto miles de metahumanos se crearán a partir de seres humanos ordinarios.
En el segundo tráiler del juego, "In Lex we Trust", nos encontramos con que la descripción de Lex de acontecimientos que condujeron a su llegada en el momento actual no son como él lo describe a los héroes. El tráiler comienza con Lex reviviendo a su compañero, Fractura, que está inconsciente. Lex explica que las fuerzas de Brainiac ya han penetrado en la Fortaleza de la Soledad y que su tiempo se está acabando. Cuando se acercan a una cámara de portal del tiempo, un erradicador Brainiac ataca a Fractura que, utilizando una pequeña granada, destruye los aviones tripulados robóticamente. Los dos llegan al portal, que estabiliza Batman, cuyo rostro está desfigurado y con un brazo sustituido por una prótesis robótica debido a las heridas de la batalla de los villanos y héroes. A medida que más erradicadores entran en la cámara, Luthor comenta que su armadura está dañada y que no puede deshacerse de ellos. Batman le dice a Fractura que debe tomar los exobytes y pasar por el portal, atacando a los erradicadores. Lex, viendo la oportunidad que había estado esperando, mata a Fractura y lo describe como "una rata de laboratorio excelente." Como Luthor está a punto de entrar en el portal, Batman le dice a Luthor “Iré por ti”, a lo que Lex le responde: “No, no lo harás”, y activa una secuencia de autodestrucción. El villano entra en el portal y la Fortaleza de la Soledad sufre explosiones masivas. Llega a un callejón oscuro, probablemente hoy en día. Es recibido por su "yo" presente que dice que ha llegado tarde.

## Jugabilidad
El jugador toma el lugar de un héroe, creado por él mismo, que al comienzo de la historia se encuentra en la nave de Brainiac como muchos otros metahumanos. En la personalización, podremos elegir a un mentor, que será uno de los superhéroes de la Trinidad de DC para que nos guíe, también podremos elegir nuestros poderes, y basar nuestra apariencia en los personajes de la editorial. Sin embargo, no necesariamente, debemos ser héroes, ya que también podemos tomar el rol de villano, con Lex Luthor, Circe y el Guasón como mentores. La personalidad está presente, entre ser Seductor/a, Poderoso/a, Cómico/a, Primitivo/a y Serio/a. Nuestro modo de movimiento o desplazamiento, que se puede basar en volar, correr, acrobacias o flotar.
Tras liberarse de su celda, el héroe debe atravesar la nave enfrentándose a los sirvientes de Brainiac. Esto sirve como tutorial para los movimientos y ataques básicos para aprender a ser un héroe. Finalmente, tras lograr liberarse y ayudar a los héroes a proteger la Tierra, el personaje es hecho miembro de la Liga de la Justicia o La Sociedad, dependiendo de ser héroe o villano y haciendo misiones para aumentar su nivel y habilidades.
El arquetipo de las misiones presenta al héroe siguiendo una historia episódica. Cada misión es asignada por un héroe/villano u Oráculo. El mapa muestra con una flecha la dirección del lugar de la misión. Una vez que terminamos lo asignado, debemos ingresar a un edificio/estructura o sitio cerrado a buscar a un compañero o buscar al superhéroe/villano responsable. Una vez terminada la misión, se muestra una cinemática con estilo de cómic que sirve como introducción al personaje en cuestión o muestra lo ocurrido después. Además, ganamos objetos, experiencia y puntos de habilidad.

## Actualizaciones
El juego recibe actualizaciones, primero de Sony Online Entertainment y después por Daybreak company tanto para arreglar bugs como Eventos de Temporada que agregan nuevos misiones y episodios a la trama. Hay 3 eventos que suelen repetirse cada año: Survival Mode, Legends PvE y Stabilizer Fragment Instances. DC Universe Online ofrece contenido descargable o episodios que expanden el universo con nuevas y más difíciles misiones, nuevos estilos, trajes y continuaciones de historias.

## Personajes

### Héroes
- Alpha Lanterns
- Ambush Bug
- Aquaman
- Átomo
- Batichica
- Batman
- Batwoman
- Chico Bestia
- Canario Negro
- Relámpago negro
- Booster Gold
- Shazam
- Cyborg
- Doctor Fate
- Donna Troy
- Etrigan el Demonio
- Fuego
- Firestorm
- Flash (Jay Garrick)
- Flash (Barry Allen)
- Flash (Wally West)
- Flecha verde
- Linterna Verde (Alan Scott)
- Linterna Verde (Guy Gardner)
- Linterna Verde (Hal Jordan)
- Linterna Verde (John Stewart)
- Linterna Verde (Kyle Rayner)
- Chica Halcón
- Hombre Halcón
- Cazadora
- Kid Flash
- Kilowog
- Krypto
- Detective Marciano
- Mera
- Nightwing
- Oracle
- Power Girl
- PREGUNTA
- Raven
- Red Tornado
- Rip Hunter
- Robin
- Spectre
- Starfire
- Estática
- Acero
- Supergirl
- Superman
- La cosa del pantano
- Wildcat
- Wonder Girl
- Mujer Maravilla
- Zatanna

### Villanos
- Abra Kadabra
- Amo de los Espejos
- Amo del Océano
- Amon Sur
- Arkillo
- Atrocitus
- Bane
- Bizarro
- Black Manta
- Brainiac
- Black Adam
- Cerebro
- Bruno Mannheim
- Calculadora
- Capitán Boomerang (Digger Harkness)
- Capitán Boomerang (Owen Mercer)
- Capitán Frío
- Catwoman
- Chang Tzu
- Cheetah
- Chemo
- Circe
- Clayface
- Deathstroke
- Doctor Psycho
- Doctor Silvana
- Doomsday
- Eclipso
- Estrella del Mal
- Félix Fausto
- General Zod
- Giganta
- Gorilla Grodd
- El Guasón
- H.I.V.E.
- Harley Quinn
- Hermano Ojo
- Hermano Sangre
- Mago del Clima
- Silencio
- Isis
- Cocodrilo Asesino
- Killer Frost
- Klarion el Chico Brujo
- Kordax
- Krona
- Kyle Abad
- Lady Shiva
- Lex Luthor
- Lion-Mane
- Lyssa Drak
- Manhunters
- Mayor Fuerza
- Metallo
- Monsieur Mallah
- Non
- Ola de calor
- Sr. Frío
- Sr. Mxyzptlk
- Parallax
- Parásito
- El Pingüino
- El Flautista
- Hiedra Venenosa
- Reina Abeja
- Consulta y Echo
- Ra's al Ghul
- El Acertijo
- El Espantapájaros
- Sinestro
- Solomon Grundy
- Talia al Ghul
- T.O. Morrow
- Top
- Toyman
- Trickster
- Trigon
- Dos Caras
- Ultra-Humanidad
- Ursa
- Vándalo Salvaje
- Veronica Cale
- Vice
- Whisper A'Daire
- General Zod
- Profesor Zoom

### Otros Personajes
- Amanda Waller
- Comisario  James Gordon
- Harvey Bullock
- Jack Ryder
- Jeremías Arkham
- Jimmy Olsen
- Jonathan y Martha Kent
- John Constantine
- Jor-El
- Lana Lang
- Lois Lane
- Lucius Fox
- Maggie Sawyer
- Perry White
- Pete Ross
- Vicki Vale

## Modalidades
Hay 3 tipos de jugadores:
- Free: Cuentan con el juego base (Free to play).
- Prémium: Han gastado 5 dólares en el juego.
- Legendario (suscriptores mensuales):  El modo Legendario tiene toda la potencia del juego a su alcance, ya que disfruta de todas las actualizaciones y DLC's (expansiones) que el juego ha recibido, puede manejar un slot más amplio de armas, piezas de armadura y consumibles. Tienes derecho a crear más jugadores en tu misma cuenta y no hay límite de dinero.

## Comics
Una serie de cómics fue lanzada del 2011 al 2012, contando con la participación de Marv Wolfman como escritor y Mike S. Miller y Adriana Melo entre sus dibujantes. Su línea argumental transcurre en el universo anterior al de los eventos actuales, antes del enfrentamiento final entre superhéroes y supervillanos. La serie, que pasó de semanal a bisemanal, consta de 52 números.

## Recepción
El videojuego recibió reseñas generalmente positivas de parte de los críticos. Para agosto de 2014, el juego tiene 18 millones de usuarios registrados, y es el número uno como juego free-to-play generando ingresos en Playstation 3 y Playstation 4.